# Leannan Sidhe
Leannan Sidhe (Leanain Sidhe, Lenanshee) je označení pro nadpřirozeného (vílího) milence nebo milenku, který se zjeví smrtelnému člověku a naváže s ním intenzívní sexuální vztah, který po nějaké době vede k tomu, že smrtelník vyčerpáním zemře (snad proto, aby mohl ve vztahu s vílou pokračovat v Jiném světě). Víra v Leannan Sidhe dodnes přetrvává v některých odlehlých koutech keltských zemí, např. na skotské vrchovině, kde nějakou dobu přebýval Bram Stoker, který se tímto fenoménem možná inspiroval při sepisování svého nejznámějšího románu Drákula.
Za možný důkaz nočních návštěv nadpřirozené milenky byly u mladých mužů považovány noční poluce, tzv. „mokré sny“.